# لاري بيشوب
لاري بيشوب (بالإنجليزية: Larry Bishop)‏ مواليد 30 نوفمبر 1948 في فيلادلفيا، هو ممثل ومخرج وكاتب سيناريو أمريكي بدأ مسيرته الفنية سنة 1966.

## الأعمال
- آي دريم أوف جيني
- الحب
- بارني ميلر
- لافيرن وشيرلي
- ذا دوكس اوف هازرد
- اقتل بيل الجزء 2

## روابط خارجية
- لاري بيشوب على موقع IMDb (الإنجليزية)
- لاري بيشوب على موقع ألو سيني (الفرنسية)
- لاري بيشوب على موقع أول موفي (الإنجليزية)
- لاري بيشوب على موقع قاعدة بيانات الأفلام السويدية (السويدية)
- لاري بيشوب على موقع قاعدة بيانات الفيلم (الإنجليزية)
- لاري بيشوب على موقع كينوبويسك (الروسية)